# Ray Ragelis
Raymond Ernest Ragelis, detto Ray (East Chicago, 10 dicembre 1928 – Chicago, 19 settembre 1983), è stato un cestista e allenatore di pallacanestro statunitense, professionista nella NBA.

## Carriera
Venne selezionato dai Rochester Royals al secondo giro del Draft NBA 1951 (17ª scelta assoluta).